# Madalina Diana Ghenea
Madalina Diana Ghenea (en rumano: Mădălina Diana Ghenea; 8 de agosto de 1987) es una actriz y modelo rumana. 
Inició su carrera en el modelaje cuando tenía 15 años trabajando con el diseñador Gattinoni en Milán, Italia. Ha actuado en varias producciones de cine italianas y estadounidenses, de las que destaca Zoolander 2 de 2016.
Belén Rodríguez en septiembre de 2016 perdió la línea de Vanitas] a favor de Madalina Ghenea.

## Filmografía

### Cine
| Año  | Título                   | Género                 | Papel         | Notas        |
| ---- | ------------------------ | ---------------------- | ------------- | ------------ |
| 2011 | I soliti idioti: Il film | Comedia                |               |              |
| 2012 | The Mongrel              | Drama                  | Dorina        |              |
| 2013 | Dom Hemingway            | Comedia, crimen, drama | Paolina       |              |
| 2015 | Youth                    | Drama                  | Miss Universo |              |
| 2016 | Zoolander 2              | Comedia                | Mujer exótica | Cameo        |
| 2016 | Smitten!                 | Comedi                 |               |              |
| 2019 | All You Ever Wished For  | Comedia romántica      | Rosalia Drago |              |
| 2021 | House of Gucci           | Drama                  | Sophia Loren  | Cameo        |
| 2023 | Deep Fear                | Thriller               | Naomi         | Protagonista |

### Televisión
- 2011 Ballando con le Stelle
- 2011 I soliti idioti
- 2013 Borgia

### Vídeoclip
- 2007 Il tempo tra di noi, de Eros Ramazzotti
- 2012 Turn Up the Radio, de Madonna